# Rosa yangii
Rosa yangii es una especie de planta del género Rosa, de la familia Rosaceae.

## Taxonomía
Rosa yangii fue descrita por L. Luo en 2023.

## Distribución
Se encuentra en el territorio centro-sur de China.